# Eilema terminalis
Eilema terminalis là một loài bướm đêm thuộc phân họ Arctiinae, họ Erebidae.